# Coreopsis pulchra
Coreopsis pulchra là một loài thực vật có hoa trong họ Cúc. Loài này được Boynton mô tả khoa học đầu tiên năm 1903.